# Hemse socken
Hemse socken ingick i Gotlands södra härad, ingår sedan 1971 i Gotlands kommun och motsvarar från 2016 Hemse distrikt.
Socknens areal är 24,58 kvadratkilometern, varav 24,53 land. År 2020 fanns här 1 777 invånare. Tätorten och kyrkbyn Hemse med sockenkyrkan Hemse kyrka ligger i socknen. 
Hemse utsågs 2014 till årets socken på Gotland.

## Administrativ historik
Hemse socken har medeltida ursprung. Socknen tillhörde Hemse ting som i sin tur ingick i Burs setting i Sudertredingen.
Vid kommunreformen 1862 övergick socknens ansvar för de kyrkliga frågorna till Hemse församling och för de borgerliga frågorna bildades Hemse landskommun. Landskommunen utökades 1952 och ingår sedan 1971 i Gotlands kommun.  Församlingen uppgick 2006 i Alva, Hemse och Rone församling.
1 januari 2016 inrättades distriktet Hemse, med samma omfattning som församlingen hade 1999/2000.  
Socknen har tillhört samma fögderier och domsagor som Gotlands södra härad. De indelta båtsmännen tillhörde Gotlands andra båtsmanskompani.

## Geografi
Hemse socken ligger på södra Gotlands inland med den nu utdikade Mästermyr i väster. Socknen är en uppodlad slättbygd med inslag av skog, till del på marker av de utdikade Rone myr, Stånga myr och Mästermyr.

### Gårdsnamn
Annexen, Arges, Asarve, Bopparve, Frigges, Gannarve, Halldings, Hulte, Kodings, Likmide, Lingvide, Mullvads, Ocksarve, Sindarve, Smiss, Tjängdarve.

## Fornlämningar
Från järnåldern finns gravar, husgrunder, stensträngar, sliprännestenar och fornborgen Smiss slott. Vikingatida silverskatter har påträffats, liksom ett stort fynd av romerska silvermynt.

## Namnet
Namnet (1300-talet Hemsy) är otolkat.

## Befolkningsutveckling
| Befolkningsutvecklingen i Hemse socken 1750–2020 | Befolkningsutvecklingen i Hemse socken 1750–2020 | Befolkningsutvecklingen i Hemse socken 1750–2020 | Befolkningsutvecklingen i Hemse socken 1750–2020 | Befolkningsutvecklingen i Hemse socken 1750–2020 |
| --- | ------------------------------------------------ | ------------------------------------------------ | ------------------------------------------------ | ------------------------------------------------ |
| |                                                  |                                                  |                                                  |                                                  |
| År |                                                  |                                                  | Folkmängd                                        |                                                  |
| 1750 | 1750                                             |                                                  | 210                                              |                                                  |
| 1760 | 1760                                             |                                                  | 223                                              |                                                  |
| 1769 | 1769                                             |                                                  | 235                                              |                                                  |
| 1780 | 1780                                             |                                                  | 254                                              |                                                  |
| 1790 | 1790                                             |                                                  | 232                                              |                                                  |
| 1800 | 1800                                             |                                                  | 257                                              |                                                  |
| 1810 | 1810                                             |                                                  | 264                                              |                                                  |
| 1820 | 1820                                             |                                                  | 292                                              |                                                  |
| 1830 | 1830                                             |                                                  | 288                                              |                                                  |
| 1840 | 1840                                             |                                                  | 307                                              |                                                  |
| 1850 | 1850                                             |                                                  | 331                                              |                                                  |
| 1860 | 1860                                             |                                                  | 345                                              |                                                  |
| 1870 | 1870                                             |                                                  | 427                                              |                                                  |
| 1880 | 1880                                             |                                                  | 496                                              |                                                  |
| 1890 | 1890                                             |                                                  | 656                                              |                                                  |
| 1900 | 1900                                             |                                                  | 858                                              |                                                  |
| 1910 | 1910                                             |                                                  | 831                                              |                                                  |
| 1920 | 1920                                             |                                                  | 824                                              |                                                  |
| 1930 | 1930                                             |                                                  | 821                                              |                                                  |
| 1940 | 1940                                             |                                                  | 922                                              |                                                  |
| 1950 | 1950                                             |                                                  | 1 068                                            |                                                  |
| 1960 | 1960                                             |                                                  | 1 132                                            |                                                  |
| 1970 | 1970                                             |                                                  | 1 371                                            |                                                  |
| 1980 | 1980                                             |                                                  | 1 547                                            |                                                  |
| 1990 | 1990                                             |                                                  | 1 895                                            |                                                  |
| 2000 | 2000                                             |                                                  | 1 779                                            |                                                  |
| 2010 | 2010                                             |                                                  | 1 740                                            |                                                  |
| 2020 | 2020                                             |                                                  | 1 777                                            |                                                  |
| Anm: Källor: Umeå universitet - Tabellverket 1749-1859, Demografiska databasen, CEDAR, Umeå universitet, Befolkningsutvecklingen i Gotlands socknar 2000 - 2010, Folkmängden per distrikt, landskap, landsdel eller riket efter kön. År 2015 - 2022. |                                                  |                                                  |                                                  |                                                  |

### Fotnoter
1. 1 2  Svensk Uppslagsbok andra upplagan 1947–1955: Hemse socken
2. ↑  ”Folkmängden per distrikt, landskap, landsdel eller riket efter kön. År 2015 - 2022”. Statistikdatabasen. Statistiska centralbyrån. http://www.statistikdatabasen.scb.se/pxweb/sv/ssd/START__BE__BE0101__BE0101A/FolkmangdDistrikt/. Läst 23 april 2023.
3. ↑  ”Arkiverade kopian”. Arkiverad från originalet den 1 november 2014. https://web.archive.org/web/20141101171920/http://www.gotland.net/bo-leva/arkiv/hemse-ar-arets-socken-2014. Läst 1 november 2014.
4. ↑  Harlén, Hans; Harlén Eivy (2003). Sverige från A till Ö: geografisk-historisk uppslagsbok. Stockholm: Kommentus. Libris 9337075. ISBN 91-7345-139-8
5. ↑  ”Församlingar”. Statistiska centralbyrån. https://www.scb.se/hitta-statistik/regional-statistik-och-kartor/regionala-indelningar/forsamlingar/. Läst 30 december 2022.
6. ↑  Administrativ historik för Hemse socken (Klicka på församlingsposten). Källa: Nationella arkivdatabasen, Riksarkivet.
7. ↑  Om Gotlands båtsmanskompani
8. 1 2  Sjögren, Otto (1931). Sverige geografisk beskrivning del 2 Östergötlands, Jönköpings, Kronobergs, Kalmar och Gotlands län. Stockholm: Wahlström & Widstrand. Libris 9939
9. 1 2 3  Nationalencyklopedin
10. ↑  Förteckning över slipskåror
11. ↑  Fornlämningar, Statens historiska museum: Hemse socken
12. ↑  Fornminnesregistret, Riksantikvarieämbetet: Hemse socken Fornminnen i socknen erhålls på kartan genom att skriva in sockennamn (utan "socken") i "Ange geografiskt område"
13. ↑  Mats Wahlberg, red (2003). Svenskt ortnamnslexikon. Uppsala: Institutet för språk och folkminnen. Libris 8998039. ISBN 91-7229-020-X. https://isof.diva-portal.org/smash/get/diva2:1175717/FULLTEXT02.pdf